# Regeneration (The Divine Comedy)
Regeneration è il settimo album in studio del gruppo musicale nordirlandese The Divine Comedy, pubblicato nel 2001.

## Tracce
Testi e musiche di Neil Hannon.
1. Timestretched – 2:48
2. Bad Ambassador – 3:45
3. Perfect Lovesong – 3:10
4. Note to Self – 5:59
5. Lost Property – 4:39
6. Eye of the Needle – 5:33
7. Love What You Do – 3:52
8. Dumb It Down – 3:56
9. Mastermind – 5:21
10. Regeneration – 5:33
11. The Beauty Regime – 5:11